# Efcookella albitarsis
Efcookella albitarsis is een muggensoort uit de familie van de Scatopsidae. De wetenschappelijke naam van de soort is voor het eerst geldig gepubliceerd in 1850 door Zetterstedt.